# Retrato de Um Playboy - Parte II
"Retrato de Um Playboy - Parte II" é uma canção do rapper brasileiro Gabriel o Pensador, contida em seu álbum MTV ao Vivo de 2003 e lançado no mesmo ano como single. A canção foi produzida por Liminha e composta por Gabriel. A música é uma continuação para "Retrato de um Playboy (Juventude Perdida)", lançada em seu primeiro álbum em 1993, que igualmente a essa crítica os playboys, dessa vez acrescentando versos sobre a violência contra a mulher. Gabriel afirmou sobre a canção que: "quero fazer uma crítica construtiva, mas não acho que minha música vá mudar o comportamento dos caras".

## Créditos
- Vocais: Aninha Lima, Abdulah, Che Leal
- Bateria: Gelsinho Moraes
- Baixo elétrico: Ciro Cruz
- Guitarra: Fernando Magalhães
- Scratches: DJ Cleston
- Teclados: Pepe

## Desempenho nas paradas
| País/Parada musical | Melhor Posição |
| ------------------- | -------------- |
| Brasil - Top 20     | 9              |